# Herzoglich Oldenburgisches Dragonerkorps
Das Herzoglich Oldenburgische Dragonerkorps war eine Kavallerietruppe des Herzogtums bzw. Großherzogtums Oldenburg, die von 1813 bis 1817 existierte und nebenbei polizeiliche Aufgaben wahrnahm.

## Entstehung und Organisation
Das Dragonerkorps ging noch 1813 aus dem Kavallerie-Detachement des Oldenburgischen Militärs hervor. Vermutlich aus Kostengründen wurde nach der französischen Besetzung Oldenburgs auf die Wiederherstellung des 1784 gegründeten und 1811 von den Franzosen aufgelösten Polizeidragonerkorps vorerst verzichtet.
Während der französischen Besatzungszeit war für staatspolizeiliche Aufgaben die 34. Legion der Kaiserlichen Gendarmerie mit Sitz in Bremen zuständig.
Die Personalstärke des Dragonerkorps betrug nominell 62 Mann, darunter 1 Rittmeister, 1 Premierleutnant, 1 Wachtmeister, 2 Unteroffiziere, 5 Korporale 2 Trompeter und 50 Dragoner.
Das Korps hatte bis 1817 folgende Standorte, in denen jeweils Teile stationiert waren: Delmenhorst, Wildeshausen, Vechta, Steinfeld, Löningen, Friesoythe (2 Mann als „Communications-Commando“), Westerstede, Neuenburg, Cloppenburg.
In Oldenburg selbst wurde offenbar kein Standort für nötig befunden. Hintergrund war vermutlich, dass die Residenz Standort des Infanterie-Regiments Oldenburg war und notfalls auf dieses zurückgegriffen werden konnte.

## Uniformierung, Bewaffnung und Ausrüstung

### Uniform
Das Korps trug eine blaue Uniform mit einem Raupenhelm nach preußischem Muster, im Einzelnen:
- 1 Montierungsrock aus blauem Tuch mit rotem Kragen und Aufschlag sowie einem Unterfutter mit gelben Knöpfen,
- 1 Unter-Kamisol aus blauem Tuch mit Ärmeln,
- 1 Weste aus weißem Tuch,
- 1 leinerne Unterhose,
- 1 Chanilge aus blauem Tuch mit großem Kragen,
- 1 Überhose aus blauem Tuch, offenbar mit Leder besetzt,
- 1 Überhose aus Leinen (offenbar für den Sommer),
- 1 Halsbinde aus schwarzem Stoff,
- 1 Hemd,
- 1 Paar lederne Handschuhe (im Sommer weiße linnene Handschuhe),
- 1 Feldmütze aus blauem Tuch,
- 1 Paar Stiefel mit Hufeisen und so genannten eingeschobenen eisernen Sporen,

Vermutlich wurde auch ein Mantel unbekannten Zuschnitts und unbekannter Farbe getragen.

### Bewaffnung
Die Bewaffnung bestand aus einem Karabiner, zwei Pistolen und einem Seitengewehr bzw. Säbel.

### Ausrüstung
Zur Ausrüstung gehörten eine Patronentasche mit Bandolier, ein Degenkoppel aus weißem Leder mit einem Messingschild, ein Karabinerriemen mit Haken, der Raupenhelm (zeitgenössisch Casket genannt), ein Mantelsack aus blauem Tuch mit Leder, ein Sack aus Leinen, ein Futterbeutel, ein Fouragierstrick sowie eine Feldflasche.
Für die Pferde waren ein ungarischer Sattel, eine Unterdecke aus Wolle, eine Walltrappe aus blauem Tuch mit rotem Besatz sowie ein Holster aus Leder vorgesehen.

## Verwendung
1815 wurde das gesamte Korps nach Cloppenburg verlegt; die Hintergründe sind unbekannt.
Während des Sommerfeldzugs von 1815 waren ein Wachtmeister und vier Dragoner zum Stab des Herzoglich Oldenburgischen Infanterie-Regiments abkommandiert.
Im Herbst 1815 wurde das Korps geschlossen im Norden des Herzogtums eingesetzt. Der in Varel regierende Graf Bentinck hatte mit sechs Offizieren und 30 Mann Infanterie die zu Oldenburg gehörende Herrschaft Kniphausen besetzt und per Proklamation Anspruch darauf erhoben. Die herzogliche Regierung ergriff daraufhin sofort diplomatische und militärische Maßnahmen und entsandte den Regierungsrat Ittig, der Bentinck zum unverzüglichen Abzug aus Kniphausen auffordern sollte. Notfalls sollte Bentinck festgenommen und nach Oldenburg transportiert werden.
Am 9. Oktober 1815 erschien Rittmeister Lehmann mit dem gesamten Korps von der Burg Kniphausen, auf der sich Bentinck aufhielt. Da die Zugbrücken aufgezogen waren, war ein Betreten der Burg allerdings nicht möglich. Trotzdem waren die Verhandlungen Ittigs erfolgreich; Rittmeister Lehmann hatte eine Nachricht auf die Burg gesandt und die Ankunft von zwei Geschützen aus Oldenburg angekündigt; die Meldung war allerdings frei erfunden. Offenbar hatte Graf Bentinck sogar mit der Unterstützung der einheimischen Bauern gerechnet, die sich aber ruhig verhielten. Bei seiner eigenen Truppe handelte es sich um frisch für niederländische Dienste angeworbene Infanterie, die zum Kolonialdienst für Niederländisch-Indien (Indonesien) vorgesehen war. Unabhängig von der Falschmeldung des Rittmeisters war von Oldenburg aus tatsächlich der Leutnant Sonsfeld mit 100 Mann Infanterie nach Varel in Bewegung gesetzt worden, um das Dragonerkorps notfalls zu unterstützen.

## Auflösung
Zusammen mit einer Staatsreform und der Einführung einer neuen Verfassung 1816 wurde auch die Wiederaufstellung einer regulären staatlichen Polizei ins Auge gefasst. Im April 1817 waren die Vorbereitungen abgeschlossen und der Landesteil Oldenburg des Herzogtums erhielt nun eine richtiggehende Gendarmerie mit dem Namen Landdragonerkorps, die unter diesem Begriff bis 1867 existierte und dann in Gendarmerie umbenannt wurde. Sie existierte durchgehend bis 1946. Das Jahr 1817 gilt daher als Gründungsjahr der Oldenburgischen Gendarmerie, da das Dragonerkorps als militärische Truppe angesehen wurde, die nur nebenher polizeiliche Aufgaben wahrnahm.